# Doris Grau
Doris Grau (Brooklyn, 12 ottobre 1924 – Los Angeles, 30 dicembre 1995) è stata un'attrice, doppiatrice e segretaria di edizione statunitense.

## Filmografia parziale

### Attrice
- The Tracey Ullman Show - serie TV, 5 episodi (1987-1989)
- Il distinto gentiluomo (The Distinguished Gentleman), regia di Jonathan Lynn (1992)
- Coldblooded, regia di Wallace Wolodarsky (1995)

### Doppiatrice
- All Is Forgiven - serie TV, 2 episodi (1986)
- The Critic - serie TV, 23 episodi (1994-1995)
- Babe - Maialino coraggioso (Babe) (1995)
- I Simpson (The Simpsons) - 22 episodi (1991-1997)

### Segretaria di edizione
Supervisione di sceneggiatura
- Smania di vita (A Rage to Live) (1965)
- Due occhi di ghiaccio (Blue) (1968)
- Minuto per minuto senza respiro (Daddy's Gone A-Hunting) (1969)
- Noi due (Pieces of Dreams) (1970)
- Per grazia ricevuta (1971)
- Il dormiglione (Sleeper) (1973)
- L'uomo del Klan (The Klansman) (1974)
- King Kong (1976)
- Doppio colpo (The Ransom) (1977)
- Un altro uomo, un'altra donna (Un autre homme, une autre chance) (1977)
- Il campione (The Champ)
- Scusi, dov'è il West? (The Frisco Kid) (1979)
- Il cacciatore di taglie (The Hunter) (1980)
- Il cavernicolo (Caveman) (1980)
- Ombre a cavallo (The Shadow Riders) - film TV (1982)
- Una donna, una storia vera (Marie) (1985)
- Cin cin (Cheers) - serie TV, 5 episodi (1983-1985)
- Signori, il delitto è servito (Clue) (1985)
- Per favore, ammazzatemi mia moglie (Ruthless People) (1986)
- Senza via di scampo (No Way Out) (1987)
- I Simpson (The Simpsons) - serie TV, 49 episodi (1990-1993)